# Эйнбахер, Мариан
Мариан Эйнбахер (пол. Marian Einbacher; 8 января 1900 года, Позен, Германская империя — 12 января 1943 года, Аушвиц) — польский футболист, нападающий клуба Варта (Познань), игрок сборной.

## Биография
Родился в Познани в семье Франца Эйнбахера (1855—1914) и Антонины (девичья фамилия Зиминьска, 1865—1935). С 1914 года в клубе из Познани. В 1925 году был вынужден закончить карьеру из-за тяжёлой травмы. Работал банковским служащим.
Играл в первом матче сборной Польши с командой Венгрии, в Будапеште, 18 декабря 1921 года (поражение 0:1). Был первым футболистом клуба в сборной Польши. Это была его единственная игра за сборную.
Во время немецкой оккупации был арестован гестапо за участие в польском движении сопротивления. Был отправлен в концлагерь Аушвиц, где и погиб 12 января 1943 года Участвовал в «матче смерти» между узниками концлагеря и солдатами СС.

## Достижения
- Серебряный призёр чемпионата Польши — 1922, 1925
- Бронзовый призёр чемпионата Польши — 1921, 1923